# Inaba Masayasu
Inaba Masayasu est un nom japonais traditionnel ; le nom de famille (ou le nom d'école), Inaba, précède donc le prénom (ou le nom d'artiste).
Inaba Masayasu (稲葉 正休) (1640 – 7 octobre 1684) est un hatamoto et daimyō du domaine d'Aono dans la province de Mino au cours de l'époque d'Edo du Japon. La famille de Masayasu descend de Konō Michitaka. 

## Biographie
Masayasu est le fils du hatamoto Inaba Masakichi, dont il hérite les terres du han d'Aono de 5 000 koku de revenus en 1656. Il sert comme page et secrétaire pendant un certain temps, avant d'être appelé par le shogunat pour superviser les projets d'irrigation dans les provinces de Kawachi et Settsu. Il est récompensé de son action par le poste de wakadoshiyori en 1682 et la valeur de son domaine est élevée à 12 000 koku. Masayasu visite Kyoto dans le cadre d'une inspection officielle en 1683. À cette époque, Inaba Masamichi, le cousin de Masayasu, occupe le poste puissant et de haute confiance de Kyoto shoshidai.  
Masasayu est peut-être surtout connu pour l'assassinat de son cousin éloigné, le tairō Hotta Masatoshi à l'intérieur du château d'Edo en 1684. Les motifs de Matasayu restent inconnus mais l'absence de répercussions négatives graves pour sa famille laisse ouverte l'hypothèse que le shogun lui-même était au courant d'un assassinat planifié.
Au cours de l'époque d'Edo, les Inaba sont identifiés comme fudai daimyo ou clans de daimyo de l'intérieur qui sont des vassaux ou alliés héréditaires du clan Tokugawa, par opposition aux tozama daimyo ou clans de l'extérieur.

## Généalogie du clan Inaba
Le clan Inaba fudai est originaire de la province de Mino. Ils prétendent descendre de Kōno Michitaka (d. 1374), qui prétend lui-même descendre de l'empereur Kanmu (736–805).
Inaba Masasayu fait partie de la branche cadette des Inaba créée en 1588, branche qui descend d'Inaba Masanari (+1628), qui a combattu dans les armées d'Oda Nobunaga puis Toyotomi Hideyoshi.   
En 1619, Masanari reçoit le domaine d'Itoigawa (25 000 koku) dans la province d'Echigo; puis en 1627, ses possessions sont transférées au domaine de Mōka (65 000 koku) dans la province de Shimotsuke. Les descendants de Masanari résident successivement au domaine d'Odawara (105 000 koku) dans la province de Sagami de 1632 à 1685; au domaine de Takata dans la province d'Echigo de 1685 à 1701; au domaine de Sakura dans la province de Shimōsa de 1701 à 1723.  
Les parents et proches de Masasayu qui sont aussi descendants d'Inaba Masanari s'installent au domaine de Yodo (115 000 koku) dans la province de Yamashiro de 1723 à 1868. Le chef de cette lignée du clan est anobli en tant que « vicomte » dans le cadre du nouveau système nobiliaire mis en place sous l'ère Meiji.

## Fonctionnaire Tokugawa
Inaba Masayasu est conseiller de second rang (wakadoshiyori) au cours du shogunat d'Edo.

## Source de la traduction
- (en) Cet article est partiellement ou en totalité issu de l’article de Wikipédia en anglais intitulé « Inaba Masayasu » (voir la liste des auteurs).